# Александру Біркле

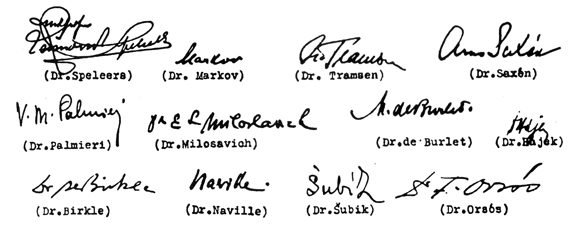
Підпис лікаря Біркле під заключним протоколом Міжнародної Комісії по Катині, 1943 р

Александру Біркле (рум. Alexandru Birkle (1896—1986) — румунський доктор медицини, один з лікарів Міжнародної Комісії, зібраної німецькими властями в 1943 році, яка проводила в Катині ексгумацію убитих польських офіцерів. Також розслідував розстріли під Одесою та у Вінниці.

## Біографія
Александру Біркле походив з родини польських емігрантів. У 15 років переїхав до Австро-Угорщини. Після повторного шлюбу своєї матері емігрував у Румунію, де закінчив престижний ліцей імені Георге Лазара в Бухаресті. У 1916 році, під час Першої світової війни, пішов добровольцем в румунську армію. Під час боїв потрапив у полон.
Після закінчення війни, в 1919—1925 роках, вивчав медицину на медичному факультеті Бухарестського університету. Одружився з лікаркою Олімпією Манеску, своєю колегою по навчанню. Після закінчення навчання працював в лікарні в Геєшть, а з 1936 р. займався судовою медициною, працюючи в Брашові. Згодом став викладачем в Інституті судової медицини в Бухаресті. У 1942 році був відправлений на фронт.
У травні 1942 р. (за іншими відомостями, 1943) брав участь в роботі комісії з розслідування масових поховань у с. Татарка (нині Прилиманське) під Одесою, які були визначені як жертви НКВС. Від місцевих медиків в роботі комісії брали участь патологоанатоми К. Шапочкин і І. Фідловській. Звіт комісії був представлений в 1943 р., всього було встановлено понад 500 жертв.
У 1943 році — в складі Міжнародної Комісії по Катині, займався дослідженням трупів убитих офіцерів Війська Польського. Був одним з 12 підписантів заключного протоколу, який засвідчив, що вбивство в Катині було скоєно навесні 1940 року.
Згодом брав участь в організованих німцями розслідуваннях масових поховань в Вінниці .
Після заняття Румунії радянською армією, 22 листопада 1944 року, його спробували заарештувати, але Біркле вдалося вислизнути з дому. Протягом наступних двох років він жив в укритті. Його сім'я опинилася під домашнім арештом. Дочка Біркле, Родіка, студентка медицини, яка допомагала батькові в написанні його катинської доповіді, повідомила в посольства США та Великої Британії про долю родини. Однак ні американці, ні англійці не втручалися і не проявили зацікавленості його доповіддю. У 1946 році Біркле був заочно засуджений комуністичним судом на 20 років тюремного ув'язнення, а його будинок був конфіскований. Дочка і дружина доктора були заарештовані. Він сам роздобув фальшивий закордонний паспорт і поїхав в Швейцарію, а потім у Францію . Звідти вирушив в Аргентину, потім в Перу, і нарешті в США, де працював психіатром. У 1952 році в зв'язку з викликом доктора Біркле для надання свідчень перед Комісією Конгресу США стосовно Катинської справи, дружина і дочка Біркле були вдруге заарештовані і засуджені до 5 років тюремного ув'язнення. Обидві були реабілітовані в 1992 році.
Д-р Біркле помер в Нью-Йорку в 1986 році у віці 90 років від пневмонії.